# Рексово
Рексово — деревня в Андреапольском районе Тверской области. Входит в состав Андреапольского сельского поселения.

## География
Деревня расположена в южной части района. Находится в 200 метра к западу от реки Западная Двина на расстоянии 8 км от города Андреаполь. Ближайший населённый пункт — деревня Соболево.

## История
На топографической трёхвёрстной карте Фёдора Шуберта, изданной в 1871 году, обозначен хутор Рекозов.
На карте РККА 1923—1941 годов обозначена деревня Рексово. Имела 7 дворов.

## Население
| 2002 | 2010 |
| ---- | ---- |
| 3    | ↘1   |

Национальный состав
Согласно результатам переписи 2002 года, в национальной структуре населения русские составляли 100 % от жителей.